# 山北徳新会病院
山北徳新会病院（さんぽくとくしんかいびょういん）は新潟県村上市にある医療機関である。

## 診療科
出典
- 総合内科
- 消化器内科
- 循環器内科
- 外科
- 整形外科

## 医療機関指定
出典
| 救急告知病院           | 労災保険指定医療機関   |
| 生活保護法指定医療機関 | 結核予防法指定医療機関 |
| 原爆指定医療機関       |                        |

## 交通
出典
- JR羽越線 勝木駅下車 1分